# Musca doclea
Musca doclea är en tvåvingeart som först beskrevs av Walker 1849.  Musca doclea ingår i släktet Musca, ordningen tvåvingar, klassen egentliga insekter, fylumet leddjur och riket djur. Inga underarter finns listade i Catalogue of Life.